# Aqueles Dois
Aqueles Dois és una pel·lícula brasilera del 1985 del gènere drama dirigida per Sérgio Amon.

## Argument
Basada en el conte homònim de Caio Fernando Abreu, la pel·lícula explica la història de Saül i Raul, companys de feina d'una oficina pública. En Raül, acabat de sortir d'un matrimoni frustrat, és extravertit i juganer i passa el temps escoltant i tocant boleros al petit apartament on viu. Saül és tímid, crític i amarg. Va sortir d'un compromís gairebé interminable i s'està recuperant d'un intent de suïcidi. Els dos acaben units per la solitud i inicien una intensa amistat. Els altres companys de feina confonen l'amistat amb el romanç i els dos es converteixen en objectiu de la discriminació. Confosos, ni tan sols saben si estan realment enamorats.

## Repartiment
- Pedro Wayne ... Saul
- Beto Ruas ... Raul
- Suzana Saldanha ... Clara Cristina
- Maria Inês Falcão ... Jussara
- Oscar Simch ... Gordo Carlos
- Carlos Cunha Filho ... Juarez
- Edu Madruga ... Ferreirinha
- Biratã Vieira ... Dr. André
- Zeca Kiechaloski ... Alfredo
- Java Bonamigo ... Eduardo
- Ruza Cali ... mulher de roxo 2
- Pilly Calvin ... dona da pensão (voz)
- Simone Castiel ... Norma
- Nair d'Agostini ... convidada na festa 2
- Marley Danckwardt ... mulher de roxo 1
- Careca da Silva ... Ferreirinha (voz)
- Araci Esteves... dona da pensão
- Lahir Hubert ... Dona Branca
- Isabel Ibias ... cartomante
- Nei Lisboa... barman
- Nina de Pádua... narração final
- Clarisse Rath ... Norma (voz)
- Jaime Ratinecas ... convidado na festa 1
- Angel Rojas ... porteiro
- Werner Schünemann... Saul (voz)
- Marco Antônio Sorio ... Mário
- Flávio Stein ... convidado na festa 3